# Qinghe (köping i Kina, Inre Mongoliet, lat 43,61, long 122,34)
Qinghe (kinesiska: 清河, 清河镇) är en köping i Kina. Den ligger i den autonoma regionen Inre Mongoliet, i den norra delen av landet, omkring 930 kilometer öster om regionhuvudstaden Hohhot. Antalet invånare är 35520. Befolkningen består av 17 228 kvinnor och 18 292 män. Barn under 15 år utgör 15,0 %, vuxna 15-64 år 77 %, och äldre över 65 år 6,0 %.
Genomsnittlig årsnederbörd är 621 millimeter. Den regnigaste månaden är juli, med i genomsnitt 157 mm nederbörd, och den torraste är januari, med 4 mm nederbörd.